# Michail Fëdorovič Vladimirskij
Michail Fëdorovič Vladimirskij (in russo: Михаил Фёдорович Владимирский; Arzamas, 4 marzo 1874 – Mosca, 2 aprile 1951) è stato un politico russo e sovietico.

## Biografia
Prese parte alla Rivoluzione d'ottobre fra le file bolsceviche e, nel 1919, dopo la morte di Jakov Sverdlov, presidente del Comitato Esecutivo Centrale dei Soviet (capo di Stato della RSSF Russa), egli fu scelto dal Partito Comunista Russo (bolscevico) per sostituirlo temporaneamente. Il ruolo passò successivamente a Michail Kalinin.
Vladimirskij fu anche vicepresidente del Gosplan dell'URSS dal 1926 al 1927, e commissario del popolo (ministro) per la Sanità Pubblica della RSSF Russa dal 1930 al 1934. In quegli anni turbolenti, fu un sostenitore della linea di Stalin contro i "deviazionismi" di Lev Trockij e Nikolaj Bucharin.